# Dangjin
Dangjin is een stad in de Zuid-Koreaanse provincie Chungcheongnam-do. De stad telt 159.000 inwoners en ligt in het westen van het land. De geschiedenis van Dangjin gaat terug tot aan met de Joseondynastie. Tussen 1413 en 1895 maakte de stad onderdeel uit van de voormalige provincie Chungcheong onder de naam Dangjin-hyeon.

## Partnersteden
- Bergen County, Verenigde Staten
- Snohomish County, Verenigde Staten
- Gangbuk-gu, Zuid-Korea
- Nam-gu, Zuid-Korea
- Yongsan-gu, Zuid-Korea